# I nuovi barbari
I nuovi barbari è un film del 1983 diretto da Enzo G. Castellari di ambientazione postapocalittica. È conosciuto in Italia anche con il titolo 2019: i nuovi barbari.
Assieme agli altri due film del regista girati nello stesso periodo (1990 - I guerrieri del Bronx e Fuga dal Bronx), si inserisce sulla scia del genere distopico, cui era massimo esempio il recente 1997: Fuga da New York (1981) e sul mito dell'anarchia e della violenza nei ghetti metropolitani, come ne I guerrieri della notte (1979) di Walter Hill.

## Trama
Anno 2019.
La grande guerra nucleare è finita e i sopravvissuti si combattono in un pianeta destinato a morire.
Potentissima è la banda dei Templars capeggiata da One contro cui combatte Skorpion, suo nemico e capo di un esercito di mutanti.

## Distribuzione
Il film è uscito con i vari titoli: Metropolis 2000; The new barbarians; Warriors of the Wasteland.

## Critica
Proprio al western all'italiana Castellari sembra qui attribuire la paternità della sua fantascienza, cinica e disperata, infarcita di violenza, ma lineare nello svolgimento di un racconto che ha per protagonisti buoni che non sono tanto buoni e cattivi che potrebbero benissimo essere i buoni-non-tanto-buoni.»
(Fantafilm)